# Ukrainska mästerskapet i ishockey
Ukrainska mästerskapet i ishockey (ukrainska: Чемпіонат України з Хокею), vilket är Ukrainas högstaliga i ishockey, startades 1992. Säsongen 1995/1996 spelades inte mästerskapet, och säsongerna 2011/2012 och 2012/2013 gick serien under namnet Profesionalna chokejna liha. Säsongen 2015/2016 gick ligan under namnet Ukrainian Hockey Extra League (HEL). Efter att återigen ha omstrukturerats till säsongen 2016/2017, så går ligan numera under namnet Ukrainian Hockey League.

## Ukrainska mästare
Nedan ses mästarna för varje år av mästerskapet.
- 1992/1993: Sokil Kiev
- 1993/1994: ShVSM Kiev
- 1994/1995: Sokil Kiev
- 1995/1996: inget spel
- 1996/1997: Sokil Kiev
- 1997/1998: Sokil Kiev
- 1998/1999: Sokil Kiev
- 1999/2000: HK Berkut-Kiev
- 2000/2001: HK Berkut-Kiev
- 2001/2002: HK Berkut-Kiev
- 2002/2003: Sokil Kiev
- 2003/2004: Sokil Kiev
- 2004/2005: Sokil Kiev
- 2005/2006: Sokil Kiev
- 2006/2007: ATEK Kiev
- 2007/2008: Sokil Kiev
- 2008/2009: Sokil Kiev
- 2009/2010: Sokil Kiev
- 2010/2011: HK Donbass
- 2011/2012: HK Donbass-2
- 2012/2013: HK Donbass-2
- 2013/2014: HK Kompanion-Naftogaz
- 2014/2015: ATEK Kiev
- 2015/2016: HK Donbass
- 2016/2017: HK Donbass
- 2017/2018: HK Donbass
- 2018/2019: HK Donbass
- 2019/2020: HK Krementjuk
- 2020/2021: HK Donbass